# Maccabi Tel Aviv B.C. 2018-2019
Questa voce raccoglie le informazioni riguardanti il Maccabi Tel Aviv B.C. nelle competizioni ufficiali della stagione 2018-2019.

## Stagione
La stagione 2018-2019 del Maccabi Tel Aviv B.C. è la 65ª nel massimo campionato israeliano di pallacanestro, la Ligat ha'Al.

## Roster
Aggiornato al 27 luglio 2018
| Maccabi FOX Tel Aviv 2018-19 | Maccabi FOX Tel Aviv 2018-19 |
| Giocatori                    | Staff tecnico                |
| ---------------------------- | ---------------------------- |

| N. | Naz.                                         | Ruolo | Nome                  | Anno | Alt.   | Peso   |  |
| -- | -------------------------------------------- | ----- | --------------------- | ---- | ------ | ------ |  |
| 0  | Stati Uniti (bandiera)                       | G     | Kendrick Ray          | 1994 | 188 cm | 85 kg  |  |
| 1  | Stati Uniti (bandiera) · Turchia (bandiera)  | P     | Scottie Wilbekin      | 1993 | 188 cm | 80 kg  |  |
| 2  | Stati Uniti (bandiera)                       | PG    | Jeremy Pargo          | 1986 | 188 cm | 99 kg  |  |
| 3  | Stati Uniti (bandiera)                       | AC    | Johnny O'Bryant       | 1993 | 206 cm | 116 kg |  |
| 4  | Stati Uniti (bandiera)                       | A     | Angelo Caloiaro       | 1989 | 203 cm | 102 kg |  |
| 5  | Stati Uniti (bandiera) · Tunisia (bandiera)  | G     | Michael Roll          | 1987 | 198 cm | 92 kg  |  |
| 6  | Israele (bandiera)                           | AG    | Shir Moraid           | 2000 | 202 cm |        |  |
| 7  | Stati Uniti (bandiera) · Ungheria (bandiera) | G     | DeAndre Kane          | 1989 | 193 cm | 91 kg  |  |
| 8  | Israele (bandiera)                           | GA    | Deni Avdija           | 2001 | 200 cm |        |  |
| 9  | Stati Uniti (bandiera) · Israele (bandiera)  | AC    | Alex Tyus             | 1988 | 203 cm | 100 kg |  |
| 10 | Israele (bandiera)                           | A     | Nimrod Levi           | 1995 | 208 cm | 86 kg  |  |
| 11 | Stati Uniti (bandiera)                       | G     | Ramon Sessions        | 1986 | 190 cm | 86 kg  |  |
| 12 | Stati Uniti (bandiera) · Israele (bandiera)  | PG    | John DiBartolomeo (C) | 1991 | 183 cm | 79 kg  |  |
| 15 | Stati Uniti (bandiera) · Israele (bandiera)  | AG    | Jake Cohen            | 1990 | 208 cm | 107 kg |  |
| 18 | Israele (bandiera)                           | GA    | Dori Sahar            | 2001 | 195 cm |        |  |
| 28 | Stati Uniti (bandiera)                       | AC    | Tarik Black           | 1991 | 206 cm | 113 kg |  |
| 50 | Israele (bandiera)                           | GA    | Yovel Zoosman         | 1998 | 200 cm | 90 kg  |  |

| Allenatore |
| - Neven Spahija (fino al 17 novembre) - Giannīs Sfairopoulos (dal 17 novembre)                                                                                         |
| Assistente/i |
| - Tim Fanning - Guy Goodes (fino al 17 novembre) - Veljko Perović - Vasilīs Geragotellis (dal 17 novembre) Legenda - (C) Capitano - (IN) Inattivo - Infortunato Roster |

## Mercato

### Sessione estiva
| Acquisti | Acquisti         | Acquisti          | Acquisti   | Acquisti |
| R.       | Nome             | da                | Modalità   |          |
| -------- | ---------------- | ----------------- | ---------- | -------- |
| AG       | Angelo Caloiaro  | Bandırma Banvit   | definitivo |          |
| P        | Scottie Wilbekin | Darüşşafaka       | definitivo |          |
| AC       | Tarik Black      | Houston Rockets   | definitivo |          |
| AG       | Johnny O'Bryant  | Charlotte Hornets | definitivo |          |
| G        | Kendrick Ray     | ČEZ Nymburk       | definitivo |          |
| A        | Nimrod Levi      | Maccabi Ashdod    | definitivo |          |

| Cessioni | Cessioni          | Cessioni           | Cessioni       | Cessioni |
| R.       | Nome              | a                  | Modalità       |          |
| -------- | ----------------- | ------------------ | -------------- | -------- |
| AP       | Deshaun Thomas    | Panathīnaïkos      | fine contratto |          |
| P        | Pierre Jackson    | Beikong F.D.       | fine contratto |          |
| AP       | Karam Mashour     | Bnei Herzliya      | rescissione    |          |
| AG       | Itay Segev        | Mac. Rishon LeZion | fine contratto |          |
| P        | Norris Cole       | Scandone Avellino  | fine contratto |          |
| AG       | Jonah Bolden      | Philadelphia 76ers | NBA escape     |          |
| C        | Arcëm Parachoŭski | Free agent         | fine contratto |          |

### Dopo l'inizio della stagione
| Acquisti | Acquisti       | Acquisti   | Acquisti        | Acquisti   |
| R.       | Nome           | da         | Data            | Modalità   |
| -------- | -------------- | ---------- | --------------- | ---------- |
| G        | Ramon Sessions | Free agent | 3 novembre 2018 | definitivo |

| Cessioni | Cessioni       | Cessioni   | Cessioni         | Cessioni    |
| R.       | Nome           | a          | Data             | Modalità    |
| -------- | -------------- | ---------- | ---------------- | ----------- |
| G        | Ramon Sessions | Free agent | 20 novembre 2018 | risoluzione |
| A        | Nimrod Levi    | Free agent | 15 gennaio 2019  | risoluzione |
| G        | Kendrick Ray   | Le Mans    | 26 febbraio 2019 | prestito    |